# Gent-Wevelgem 2019
De wielerwedstrijd Gent-Wevelgem werd gehouden op zondag 31 maart 2019 onder de benaming Gent-Wevelgem in Flanders Fields. Het volledige programma omvatte wedstrijden voor de mannen (elite, U23, U19 en U17) en de vrouwen (elite, U19 en U17). Bij de vrouwen U19 en U17 wonnen respectievelijk de zussen Elynor en Zoë Bäckstedt, dochters van Magnus Bäckstedt.

## Mannen Elite
Deze 81e editie van de wielerwedstrijd Gent-Wevelgem maakte deel uit van de UCI World Tour 2019. Titelverdediger was de Slowaak Peter Sagan. Deze editie werd gewonnen door de Noor Alexander Kristoff.

### Deelnemende ploegen
| 18 UCI World Tour-ploegen | 18 UCI World Tour-ploegen | 18 UCI World Tour-ploegen | 7 wildcards              |
| ------------------------- | ------------------------- | ------------------------- | ------------------------ |
| AG2R La Mondiale          | EF Education First        | Team INEOS                | Sport Vlaanderen-Baloise |
| Astana Pro Team           | Groupama-FDJ              | Team Jumbo-Visma          | Wanty-Gobert             |
| Bahrain-Merida            | Lotto Soudal              | Team Katjoesja Alpecin    | Corendon-Circus          |
| BORA-hansgrohe            | Movistar Team             | Team Sunweb               | Total Direct Énergie     |
| CCC Team                  | Mitchelton-Scott          | Trek-Segafredo            | Cofidis                  |
| Deceuninck–Quick-Step     | Team Dimension Data       | UAE Team Emirates         | Roompot-Charles          |
|                           |                           |                           | Wallonie Bruxelles       |
|                           |                           |                           |                          |

### Uitslag
| Gent-Wevelgem 2019 |                      |                        |          |
| Plaats             | Naam                 | Ploeg                  | Tijd     |
| Winnaar            | Alexander Kristoff   | UAE Team Emirates      | 5u26'08" |
| 2                  | John Degenkolb       | Trek-Segafredo         | z.t.     |
| 3                  | Oliver Naesen        | AG2R La Mondiale       | z.t      |
| 4                  | Mathieu van der Poel | Corendon-Circus        | z.t      |
| 5                  | Danny van Poppel     | Team Jumbo-Visma       | z.t      |
| 6                  | Adrien Petit         | Total Direct Énergie   | z.t      |
| 7                  | Matteo Trentin       | Mitchelton-Scott       | z.t      |
| 8                  | Rüdiger Selig        | BORA-hansgrohe         | z.t      |
| 9                  | Matej Mohorič        | Bahrain-Merida         | z.t      |
| 10                 | Jens Debusschere     | Team Katjoesja Alpecin | z.t      |
| 11                 | Søren Kragh Andersen | Team Sunweb            | z.t      |
| 12                 | Carlos Barbero       | Movistar Team          | z.t      |
| 13                 | Tiesj Benoot         | Lotto Soudal           | z.t      |
| 14                 | Anthony Turgis       | Total Direct Énergie   | z.t      |
| 15                 | Jens Keukeleire      | Lotto Soudal           | z.t      |
| 16                 | Stefan Küng          | Groupama-FDJ           | z.t      |
| 17                 | Jasper Stuyven       | Trek-Segafredo         | z.t      |
| 18                 | Luke Rowe            | Team Sky               | z.t      |
| 19                 | Elia Viviani         | Deceuninck–Quick-Step  | z.t      |
| 20                 | Greg Van Avermaet    | CCC Team               | z.t      |

## Vrouwen Elite
De wedstrijd was bij de vrouwen aan zijn 8e editie toe en maakte deel uit van de UCI Women's World Tour 2019 in de categorie 1.WWT. De startplaats lag in Ieper, de aankomstplaats in Wevelgem. Titelverdedigster was de Italiaanse Marta Bastianelli. Deze editie werd gewonnen door de Nederlandse Kirsten Wild. Wild won drie dagen eerder ook al Brugge-De Panne en naderde in het World-Tourklassement tot op 10 punten van leidster Bastianelli. In het jongerenklassement nam Lorena Wiebes de leiding over van Sofia Bertizzolo.

### Deelnemende ploegen
| UCI-teams           | UCI-teams                          | UCI-teams            |
| ------------------- | ---------------------------------- | -------------------- |
| Alé Cipollini       | CCC-Liv                            | Movistar Team        |
| Aromitalia Vaiano   | Doltcini-Van Eyck Sport            | Parkhotel Valkenburg |
| Astana              | Drops Cycling Team                 | Team Sunweb          |
| Biehler Pro Cycling | FDJ Nouvelle-Aquitaine Futuroscope | Team Tibco           |
| Bigla               | Health Mate-Cyclelive              | Team Virtu           |
| Boels Dolmans       | Hitec Products                     | Trek-Segafredo       |
| BTC City Ljubljana  | Lotto Soudal Ladies                | Valcar-Cylance       |
| Canyon-SRAM         | Mitchelton-Scott                   | WNT-Rotor            |

### Uitslag
| Plaats  | Naam                | Ploeg                | tijd     |
| ------- | ------------------- | -------------------- | -------- |
| Winnaar | Kirsten Wild        | WNT-Rotor            | 3u33'34" |
| 2       | Lorena Wiebes       | Parkhotel Valkenburg | z.t.     |
| 3       | Letizia Paternoster | Trek-Segafredo       | z.t.     |
| 4       | Marta Bastianelli   | Team Virtu           | z.t.     |
| 5       | Amy Pieters         | Boels Dolmans        | z.t.     |
| 6       | Lotte Kopecky       | Lotto Soudal Ladies  | z.t.     |
| 7       | Michela Balducci    | Aromitalia Vaiano    | z.t.     |
| 8       | Elena Cecchini      | Canyon-SRAM          | z.t.     |
| 9       | Elisa Balsamo       | Valcar-Cylance       | z.t.     |
| 10      | Marta Cavalli       | Valcar-Cylance       | z.t.     |

1934 · 1935 · 1936 · 1937 · 1938 · 1939 · 1940 · 1941 · 1942 · 1943 · 1944 · 1945 · 1946 · 1947 · 1948 · 1949 · 1950 · 1951 · 1952 · 1953 · 1954 · 1955 · 1956 · 1957 · 1958 · 1959 · 1960 · 1961 · 1962 · 1963 · 1964 · 1965 · 1966 · 1967 · 1968 · 1969 · 1970 · 1971 · 1972 · 1973 · 1974 · 1975 · 1976 · 1977 · 1978 · 1979 · 1980 · 1981 · 1982 · 1983 · 1984 · 1985 · 1986 · 1987 · 1988 · 1989 · 1990 · 1991 · 1992 · 1993 · 1994 · 1995 · 1996 · 1997 · 1998 · 1999 · 2000 · 2001 · 2002 · 2003 · 2004 · 2005 · 2006 · 2007 · 2008 · 2009 · 2010 · 2011 · 2012 · 2013 · 2014 · 2015 · 2016 · 2017 · 2018 · 2019 · 2020 · 2021 · 2022 · 2023 · 2024
Lijst van beklimmingen
Tour Down Under ·
Great Ocean Road Race ·
Ronde van de Verenigde Arabische Emiraten ·
Omloop Het Nieuwsblad ·
Strade Bianche ·
Parijs-Nice · 
Tirreno-Adriatico · 
Milaan-San Remo ·
Ronde van Catalonië ·
Driedaagse Brugge-De Panne ·
E3 BinckBank Classic ·
Gent-Wevelgem ·
Dwars door Vlaanderen ·
Ronde van Vlaanderen ·
Ronde van het Baskenland ·
Parijs-Roubaix ·
Amstel Gold Race ·
Ronde van Turkije ·
Waalse Pijl ·
Luik-Bastenaken-Luik ·
Ronde van Romandië ·
Eschborn-Frankfurt ·
Ronde van Italië ·
Ronde van Californië ·
Critérium du Dauphiné ·
Ronde van Zwitserland ·
Ronde van Frankrijk ·
Clásica San Sebastián ·
Ronde van Polen ·
RideLondon Classic ·
BinckBank Tour ·
Ronde van Spanje ·
EuroEyes Cyclassics ·
Bretagne Classic ·
GP van Quebec ·
GP van Montreal ·
Ronde van Lombardije ·
Ronde van Guangxi
 Strade Bianche ·
 Ronde van Drenthe ·
 Trofeo Alfredo Binda-Comune di Cittiglio ·
 Driedaagse Brugge-De Panne ·
 Gent-Wevelgem ·
 Ronde van Vlaanderen ·
 Amstel Gold Race ·
 Waalse Pijl ·
 Luik-Bastenaken-Luik ·
 Ronde van Chongming ·
 Ronde van Californië ·
 Emakumeen Bira ·
 The Women's Tour ·
 Ronde van Italië voor vrouwen ·
 La Course by Le Tour de France ·
 RideLondon Classic ·
 Open de Suède Vårgårda ·
 Ronde van Noorwegen ·
 Bretagne Classic ·
 Boels Rental Ladies Tour ·
 La Madrid Challenge by La Vuelta ·
 Ronde van Guangxi